# Félix Lorenzo García
Félix Lorenzo García, más conocido como Félix Lorenzo (Valladolid, 3 de noviembre de 1947) fue un futbolista español que jugó de centrocampista. Destacó como futbolista en el Real Valladolid Club de Fútbol y en el Granada Club de Fútbol.

## Carrera deportiva
Nacido en Valladolid, se formó en la cantera del club de la ciudad, el Real Valladolid Club de Fútbol. Con el primer equipo debutó en 1968 en Segunda División, siendo un jugador poco habitual en el once vallisoletano, aun así, marcó 2 goles en los seis partidos que disputó.
Tras una segunda temporada en la que no disputó ningún partido y en la que el Valladolid bajó a Tercera División, se gana el puesto en el once, y tras lograr el ascenso disputa 34 partidos y marca 7 goles en Segunda División.
En la temporada siguiente volvió a rendir a gran nivel al marcar 6 goles en 37 partidos, pero en la temporada siguiente, tras realizar un comienzo del curso increíble en el que marcó once goles en once partidos (1 gol por partido) se marchó al Granada Club de Fútbol, que jugaba en Primera División, en el mercado de invierno. En ese final de temporada jugó 22 partidos y marcó 5 goles, uno de ellos fue el que le dio la victoria al Granada en el Estadio Santiago Bernabéu frente al Real Madrid Club de Fútbol, en la que fue la primera victoria y única hasta el momento del Granada en el feudo blanco en liga.
En su segunda temporada en Granada disputó 20 partidos y marcó 5 goles, realizando una buena temporada de nuevo con los rojiblancos. En la 1975-76, sin embargo, descendió su rendimiento con el club andaluz, lo que afectó mucho al equipo en general, sufriendo un descenso a Segunda División.
En Segunda División volvió a alcanzar su mejor nivel logrando marcar 9 goles en 29 partidos, pero sin servirle al Granada para lograr el ascenso. Tras esta temporada ficha por el Palencia Club de Fútbol que jugaba en Tercera División, logrando el ascenso con el Palencia a Segunda en la temporada 1978-79, con el que disputó 14 partidos y marcó 1 gol en la temporada 1979-80 en Segunda División, en la que fue la temporada de su retirada. 
Tras su retirada deportiva siguió viviendo en la ciudad de Palencia.

## Clubes
- Real Valladolid Club de Fútbol (1968-1973)
- Granada Club de Fútbol (1973-1977)
- Palencia Club de Fútbol (1977-1980)